# Браттаглід
61°09′22″ пн. ш. 45°30′58″ зх. д. / 61.156° пн. ш. 45.516° зх. д.
Браттаглід (старонорв. Brattahlíð) — маєток і резиденція Еріка Рудого в колонії вікінгів, яку він заснував на південному сході Гренландії наприкінці X ст. н. е. Браттаглід знаходився на місці сучасного гренландського поселення Касіарсук, на протилежному березі фіорду від Нарссарссуаку за 5 км від нього. Розташований біля верхівки довгого вузького фіорду за 96 км від океану, Браттаглід був добре захищений від океанських штормів.
Браттаглід був заснований Еріком Рудим десь в 982 році під час його трирічного вигнання з Ісландії за вбивство сусіда. Після завершення терміну вигнання Ерік відвідав Ісландію і повернувся звідти з групою переселенців, які заснували норвезьку колонію в Гренландії. В 1002 році колонію спіткала епідемія, під час якої Ерік захворів і в 1003 році помер. Нащадки Еріка володіли маєтком до кінця XVI ст.
В Браттагліді, ймовірно, була зведена перша християнська церква в Новому Світі — Тьйодгільдаркіркья (Þjóðhildarkirkja, «церква Тьйодгільди», насправді невелика каплиця), яка була збудована дружиною Еріка Рудого Тьйодгільдою і була названа її ім'ям. За теперішнього часу у Карсіарсуку була відтворена копія тієї церкви, яка розташована дещо на відстані від місця її справжнього розташування, біля аналогічно відтвореної будівлі дома Еріка Рудого.
Християнство привіз до Гренландії Лейф Ерікссон, син Еріка Рудого, який подорожував до Норвегії і був навернений до християнства норвезьким королем Олафом I, а після повернення до Гренландії навернув свою матір Тьйодгільду. Сам Ерік при житті не був християнином, але, за легендами, був навернений до християнства дружиною на смертному одрі.

При розкопках на місці головної церкви, яку було збудовано пізніше, після того, як вся норвезька колонія прийняла християнство, археологи знайшли краплі розплавленого і застиглого металу, що використовувався для лиття дзвонів; до нашого часу також дійшли каміння фундаментів церкви та інших будівель, а також, можливо, залишки кузні. Ця церква, на відміну від невеличкої каплиці Тьйодгільди, була розміром 12,5 на 4,5 м і мала два входи; в центрі будівлі знаходилося вогнище. По-видимому, церква була знищена саме пожежею. Ця церква, збудована, імовірно, близько середини XIV ст., можливо, стояла на фундаменті старішої будівлі. На церковному дворі були знайдені могильні каміння, один з них — з вирізьбленим хрестом. На іншому — вибитий рунами надпис «Могила Інгібьйорги». Зараз каміння чітко окреслюють обрис колишньої церкви, однак, по-видимому, більшість з них була принесена сюди за недавнього часу з метою приваблення туристів; туристи також відвідують місце колишнього церковного кладовища.
Розташована неподалік житлова будівля мала розмір 53 на 14 м і кам'яні стіни півтора метра завтовшки; зовнішній торф'яний насип створював додаткову теплоізоляцію. Всередині дім мав замощену плитняком підлогу; загороди для худоби складались з плоского каміння і подекуди з китових кісток. Згідно з деякими свідоцтвами, якісь з цих будівель ще стояли в 1953 році, за часів існування в Нарссарссуаку американської авіабази Bluie West One, але зараз вони являють собою переважно лише поглиблення в землі.
Околиці Браттагліду і зараз є одним з найкращих сільськогосподарських районів Гренландії завдяки своєму розташуванню вглибині фіорду, захищеного від холодних туманів і штормів зовнішнього узбережжя. Тут існує невеличка турбаза з молодіжним гуртожитком і маленька крамниця; розвиненіша інфраструктура з готелями і магазинами існує на протилежному березі фіорду в Нарссарссуаку, біля аеропорту.
Браттаглід був місцем зборів першого гренландського тингу (Þing, парламент), створеного на взірець ісландського альтингу. Точне місце його розташування невідоме. Причини зникнення норвезьких поселень в Гренландії й досі залишаються загадкою, однак найбільш імовірно, що це сталося внаслідок збігу комплексу обставин, що включає до себе охолодження клімату, ерозію ґрунтів, утрату контактів з Європою і конкуренцію з боку мігруючих з півночі інуїтів. Більш докладно див. Історія Гренландії.